# Cloniophorus lujae
Cloniophorus lujae là một loài bọ cánh cứng trong họ Cerambycidae.